# 노원고등학교
노원고등학교(蘆原高等學校)는 대한민국 서울특별시 노원구 상계동에 위치한 공립 고등학교이다.

## 학교 연혁
- 1988년 12월 23일 : 온수고등학교 설립인가 (36학급)
- 1989년 3월 1일 : 박규현 초대 교장 취임
- 1989년 3월 2일 : 제1회 입학식 (676명)
- 1992년 2월 23일 : 제1회 졸업식 (649명)
- 1999년 3월 1일 : 남녀공학으로 전환
- 2002년 3월 1일 : 노원고등학교로 교명 변경 (37학급)
- 2022년 2월 8일 : 제31회 졸업식 (9학급 196명)
- 2022년 3월 1일 : 제14대 김성준 교장 취임
- 2022년 3월 2일 : 제34회 입학식 (8학급 176명)

## 참고 자료
- 노원고등학교 - 한국교육학술정보원 학교알리미